# Santa María Xadani, San Miguel del Puerto
Santa María Xadani är en ort i Mexiko.   Den ligger i kommunen San Miguel del Puerto och delstaten Oaxaca, i den sydöstra delen av landet, 500 km sydost om huvudstaden Mexico City. Santa María Xadani ligger 350 meter över havet och antalet invånare är 5 895.
Terrängen runt Santa María Xadani är kuperad åt sydost, men åt nordväst är den bergig. Runt Santa María Xadani är det ganska glesbefolkat, med 22 invånare per kvadratkilometer. Santa María Xadani är det största samhället i trakten. I omgivningarna runt Santa María Xadani växer huvudsakligen savannskog.